# عاصرة قبل شعيرية
العضلة العاصرة قبل الشعيرية هي حزمة من العضلات الملساء التي تنظم تدفق الدم نحو الشعيرات وبشكل رئيسي دوران الأوعية الدقيقة المساريقية.

## قراءة إضافية
- Fundamentals of Anatomy & Physiology: seventh edition, Frederic H. Martini[بحاجة لرقم الصفحة]
- Guyton and Hall, Textbook of Medical Physiology[بحاجة لرقم الصفحة]
- Baez S, Feldman SM, Gootman PM (يوليو 1977). "Central neural influence on precapillary microvessels and sphincter". The American Journal of Physiology. ج. 233 ع. 1: H141–7. PMID:141891. مؤرشف من الأصل في 2019-12-10.{{استشهاد بدورية محكمة}}:  صيانة الاستشهاد: أسماء متعددة: قائمة المؤلفين (link)